# Sir Seewoosagur Ramgoolams internationella flygplats
Sir Seewoosagur Ramgoolams internationella flygplats (IATA: MRU, ICAO: FIMP) (engelska: Sir Seewoosagur Ramgoolam International Airport; franska: Aéroport international Sir Seewoosagur Ramgoolam) är den största internationella flygplatsen på ön Mauritius. Den är belägen 48 km sydöst om huvudstaden Port Louis. Flygplatsen var tidigare känd som Plaisance Airport.
Den har direktflighter till destinationer i Afrika, Asien och Europa och är ett nav för det nationella flygbolaget Air Mauritius. Flygplatsen är namngiven efter Seewoosagur Ramgoolam som var en mauritisk politiker och landets första premiärminister.